# Marronnage (droit d'usage)
Pour les articles homonymes, voir Marronnage.
Le marronnage ou maronage est un droit d'usage forestier sous l'Ancien Régime permettant à certains paysans d'obtenir du bois destiné à certains travaux précis, notamment la construction de sa maison (charpente, menuiserie, structure des murs à pans de bois), de clôtures et la fabrication des outils agraires. On dit aussi droit de marnage en Lorraine.
Selon le Dictionnaire du monde rural, de Marcel Lachiver, qui utilise l'orthographe maronage, il est un « droit de se faire délivrer des arbres, du bois d'œuvre de forte section dans la forêt communale, pour la construction et la réparation des bâtiments, pour la confection des outils ».
Par exemple, les bénéficiaires du Bois Bourgeois de Dabo ont droit à tout bois nécessaire à la construction de leur logis, notamment pour des bardeaux ("tuiles" en bois).